# Yasin Pehlivan
Pour les articles homonymes, voir Pehlivan.
Yasin Pehlivan, né le 5 janvier 1989 à Vienne, est un footballeur international autrichien d'origine turque. Il évolue actuellement au poste de milieu défensif au Manisa FK.

## Biographie

### International
Le 1er avril 2009, il reçoit sa première sélection en équipe d'Autriche, lors du match Autriche - Roumanie à l'Hypo Group Arena (victoire 2-1).

## Statistiques

### En club
| Saison  | Club          | Pays     | Division     | Championnat | Championnat | Coupes d’Europe | Coupes d’Europe |
| Saison  | Club          | Pays     | Division     | Matchs      | Buts        | Matchs          | Buts            |
| ------- | ------------- | -------- | ------------ | ----------- | ----------- | --------------- | --------------- |
| 2008-09 | Rapid Vienne  | Autriche | 1.Bundesliga | 14          | 2           | 0               | 0               |
| 2009-10 | Rapid Vienne  | Autriche | 1.Bundesliga | 28          | 0           | 11              | 0               |
| 2010-11 | Rapid Vienne  | Autriche | 1.Bundesliga | 20          | 1           | 6               | 0               |
| 2011-12 | Gaziantepspor | Turquie  | Süper Lig    | 22          | 1           | 2               | 0               |
| 2012-13 | Gaziantepspor | Turquie  | Süper Lig    | 14          | 0           | 0               | 0               |
| 2013-14 | Bursaspor     | Turquie  | Süper Lig    | 0           | 0           | 2               | 0               |
| Total   | Total         | Autriche | Bundesliga   | 62          | 3           | 17              | 0               |
| Total   | Total         | Turquie  | Süper Lig    | 44          | 1           | 4               | 0               |

### En sélection nationale
| Sélection  | Année | Matchs | Buts |
| ---------- | ----- | ------ | ---- |
| Autriche A | 2009  | 8      | 0    |
| Autriche A | 2010  | 2      | 0    |
| Autriche A | 2011  | 3      | 0    |
| Autriche A | 2012  | 4      | 0    |
| Total      | Total | 17     | 0    |

## Palmarès
- Championnat d'Autriche en 2016
- * Championnat de Slovaquie en 2018